# Андреас Петер Бернсторф
Андреас Петер Бернсторф (дан. Andreas Peter Bernstorff); 28 серпня 1735 — 21 червня 1797) — данський державний і політичний діяч, міністр закордонних справ та міністр у справах держави, граф.

## Життєпис
Політикою почав займатись під керівництвом свого дядька Йогана Гартвіга Ернста (1712–1772). Після тривалої подорожі містами та країнами Європи 1755 року вступив на королівську службу.
У 1760–1770 роках служив у міністерстві закордонних справ, яке очолював його дядько. Йоганн Фрідріх Струензе відправив його у відставку, однак новий уряд під керівництвом Гульдберга відновив його на службі. З 1773 року Андреас Петер Бернсторф очолив міністерство закордонних справ.
Був одним з ініціаторів укладення союзної угоди з Росією та підписав Царськосільський трактат (1773), що розв'язав Готторпське питання, за яким Росія відмовлялась від прав на дансько-шлезвізький трон й підтверджувала право Данії на Готторп в обмін на нижньосаксонські графства Ольденбург і Дельменгорст у Німеччині.
1780 року сягнув значного політичного успіху шляхом приєднання Данії до протибританського союзу Росії та Швеції, а також низки інших держав, що склався у 1779–1783 роках під час війни північноамериканських колоній за незалежність.
Провадячи подвійну політику, приєднався 9 липня 1780 року до декларації Росії про збройний нейтралітет, спрямований проти розбійництва на морі, одночасно з цим уклав сепаратну секретну угоду з Великою Британією, забезпечивши тим самим безпеку комерційних інтересів Данії.
У листопаді 1780 року вийшов у відставку.
У 1784–1797 роках знову обіймав посаду міністра внутрішніх справ Данії. Провадив політику нейтралітету й дотримувався її до початку російсько-шведської війни, порушивши її короткочасною участю Данії у війні на боці Росії проти шведів у 1788–1790 роках.
Був противником інтервенції до Франції для придушення революції.
Брав активну участь у скасуванні кріпосної залежності данських селян 1788 року. Відомо, що він звільнив своїх селян, чим показав приклад усім іншим землевласникам країни. Одним із перших цей приклад перейняв його дядько Йоган Гартвіг Ернст. Активно займався реорганізацією фінансів та армії.
Нагороджений орденами Данеброг та Слона